# Niemirówek
Niemirówek – wieś w Polsce położona w województwie lubelskim, w powiecie tomaszowskim, w gminie Tarnawatka.
Miejscowość powstała na początku XVI wieku w dobrach łabuńskich, należących wówczas do Oleśnickich. Wieś została osadzona na podstawie prawa wołoskiego.
W latach 1954–1959 wieś należała i była siedzibą władz gromady Niemirówek, po jej zniesieniu w gromadzie Tarnawatka. W latach 1975–1998 miejscowość administracyjnie należała do województwa zamojskiego.
Wieś jest sołectwem w gminie Tarnawatka. Według Narodowego Spisu Powszechnego z roku 2011 wieś liczyła 167 mieszkańców.
Wierni Kościoła rzymskokatolickiego należą do parafii Nawiedzenia Najświętszej Maryi Panny w Krasnobrodzie.

## Historia
Niemirówek w wieku XIX stanowił dwie wsie i folwarki w powiecie tomaszowskim, gminie Krynica, parafii Krasnobród.
Wieś Niemirówek w nomenklaturze hipotecznej oznaczona literą "A" posiadała 15 domów oraz 97 mieszkańców obrzędu łacińskiego. Ludność rolnicza, uprawiano 191 mórg gruntu. Folwark Niemirówek litera "A" stanowił własność Florentyny Głogowskiej, posiadał 270 mórg gruntu i 100 mórg lasu. Kolonia tej nazwy  miała 12 domów, 250 mórg gruntu i 75 mórg lasu. Została założona w 1878 roku.
Wieś Niemirówek z  literą "B" posiadała 8 domów i 95 mieszkańców z gruntem 56 mórg. Folwark tej nazwy posiadał 550 mórg gruntu, 600 mórg lasu i stanowił własność Onufrego Głogowskiego. Według spisu z 1827 roku była to jedna wieś posiadająca 61 domów i 312 mieszkańców.

## Urodzeni w Niemirówku
- Mieczysław Cisło –  polski duchowny katolicki, biskup pomocniczy lubelski.
- Edward Walewander – polski ksiądz, pedagog, znawca Polonii, profesor Katolickiego Uniwersytetu Lubelskiego, kanonik honorowy Kapituły Archikatedralnej Lubelskiej, kapelan Jego Świątobliwości.
- Anna Pasieczna – dr hab., pracownik naukowy Państwowego Instytutu Geologicznego – Państwowy Instytut Badawczy.